# Bruce Schneier
Pour les articles homonymes, voir Schneier.
Bruce Schneier, né le 15 janvier 1963 à New York,  est un cryptologue, spécialiste en sécurité informatique et écrivain américain. 
Il est l'auteur de plusieurs livres sur la cryptographie et fondateur de la société Counterpane Internet Security. 

## Biographie
Né à New York, Schneier vit actuellement à Minneapolis avec sa femme Karen Cooper. Bruce Schneier a obtenu un master en informatique à l'American University et un bachelor en physique décroché à l'université de Rochester.
Il a travaillé au département de la Défense des États-Unis ainsi qu'aux Bell Labs avant de créer en 1999 Counterpane Internet Security, une entreprise spécialisée dans la sécurité des réseaux informatiques. En octobre 2006, l'entreprise est rachetée par BT Group, Schneier restant en poste en tant que responsable en chef de la sécurité des technologies pour BT jusqu'en décembre 2013. Counterpane est à présent une branche de BT Group dénommé BT Managed Security Solutions (en).
Son livre, Cryptographie appliquée remporte un franc succès. Il est également l'inventeur de plusieurs primitives cryptographiques : 
- Blowfish, algorithme de chiffrement symétrique par bloc, très populaire et inviolé à ce jour ;
- Twofish, algorithme de chiffrement symétrique par bloc, qui fut candidat pour le Standard de chiffrement avancé (AES) ;
- MacGuffin, algorithme de chiffrement symétrique par bloc ;
- Yarrow et Fortuna, générateurs de nombres pseudo-aléatoires ;
- Skein (hash function) (en), fonction de hachage candidate à la compétition de fonction de hachage du NIST pour SHA-3 ;
- Solitaire, un algorithme de chiffrement « manuel ».

Schneier dénonce dans ses livres la mauvaise utilisation du chiffrement dans les institutions et les entreprises. En particulier, il insiste sur les risques liés à des protocoles qui ne seraient pas suivis à la lettre (par exemple, clés envoyées en clair dans des courriels), de même que les défauts inhérents aux ordinateurs (plantage, bugs, complexité trop grande, etc.). Dans Cryptographie pratique, il tente de donner une voie à suivre pour établir des recommandations pour les utilisateurs et implémenter correctement les primitives cryptographiques. 
Bruce Schneier est aussi l'auteur d'un blog sur la sécurité lu par plus de 250 000 personnes. Il écrit souvent dans les journaux, notamment dans The Guardian et The Atlantic où il dénonce les failles dans la sécurité informatique, l'espionnage étatique ou encore les pratiques des géants du Web,.
Entre 2016 et 2019, à la suite du rachat de sa start-up Resilient Systems par IBM, il est employé par cette dernière en tant que responsable en chef de la technologie et conseiller spécial,. Il rejoint ensuite la société Inrupt fondée par Tim Berners-Lee afin de travailler sur le projet Solid.
Bruce Schneier est également membre du conseil d'administration de l'Electronic Frontier Foundation et de The Tor Project, Inc.

## La surveillance comme modèle économique de l'Internet
En 2014, lors d'une conférence (SOURCE Conference) à Boston réunissant des experts en sécurité et des entreprises, il considère que la surveillance est devenue le modèle d'affaire de l’Internet ». Selon lui, les pratiques de la NSA ont peu changé même après les révélations d'Edward Snowden et tout le monde est constamment surveillé par de nombreuses entreprises, qu'il s'agisse de réseaux sociaux comme Facebook ou des fournisseurs de téléphones.

## Influence dans la culture générale
Le chiffrement Solitaire a été mentionné dans Cryptonomicon de Neal Stephenson sous le nom de Pontifex.
Blowfish est également mentionné dans la 4e saison de la série 24 heures chrono et malgré ce qui est dit dans la série, Blowfish n'est toujours pas cassé à ce jour.
À l'image des Chuck Norris Facts, on trouve aussi les Bruce Schneier Facts, des blagues qui sont l’objet d’un mème sur Internet. Cette reprise, de par les « faits » qu’elle énonce, reste essentiellement limitée aux milieux mathématiques et informatiques.

## Vidéos
- (en) Bruce Schneier s'exprimant durant plus d'une heure (plus 25 minutes de questions/réponses) le 12 décembre 2013 à la Columbia Law School, où il était invité par Eben Moglen à la suite de la révélation par Edward Snowden de PRISM , un programme de surveillance électronique de la NSA[13] (sous-titres sur Amara (en))[14].
- (en) Bruce Schneier répond à des questions diverses durant 45 minutes à la conférence DEF_CON 20 en 2012[15].